# هنري فالنتين
هنري فالنتين (بالفرنسية: Henri Valentin)‏ رسام فرنسي (10 يناير 1820 - 1855)